# Conjecture de Casas-Alvero

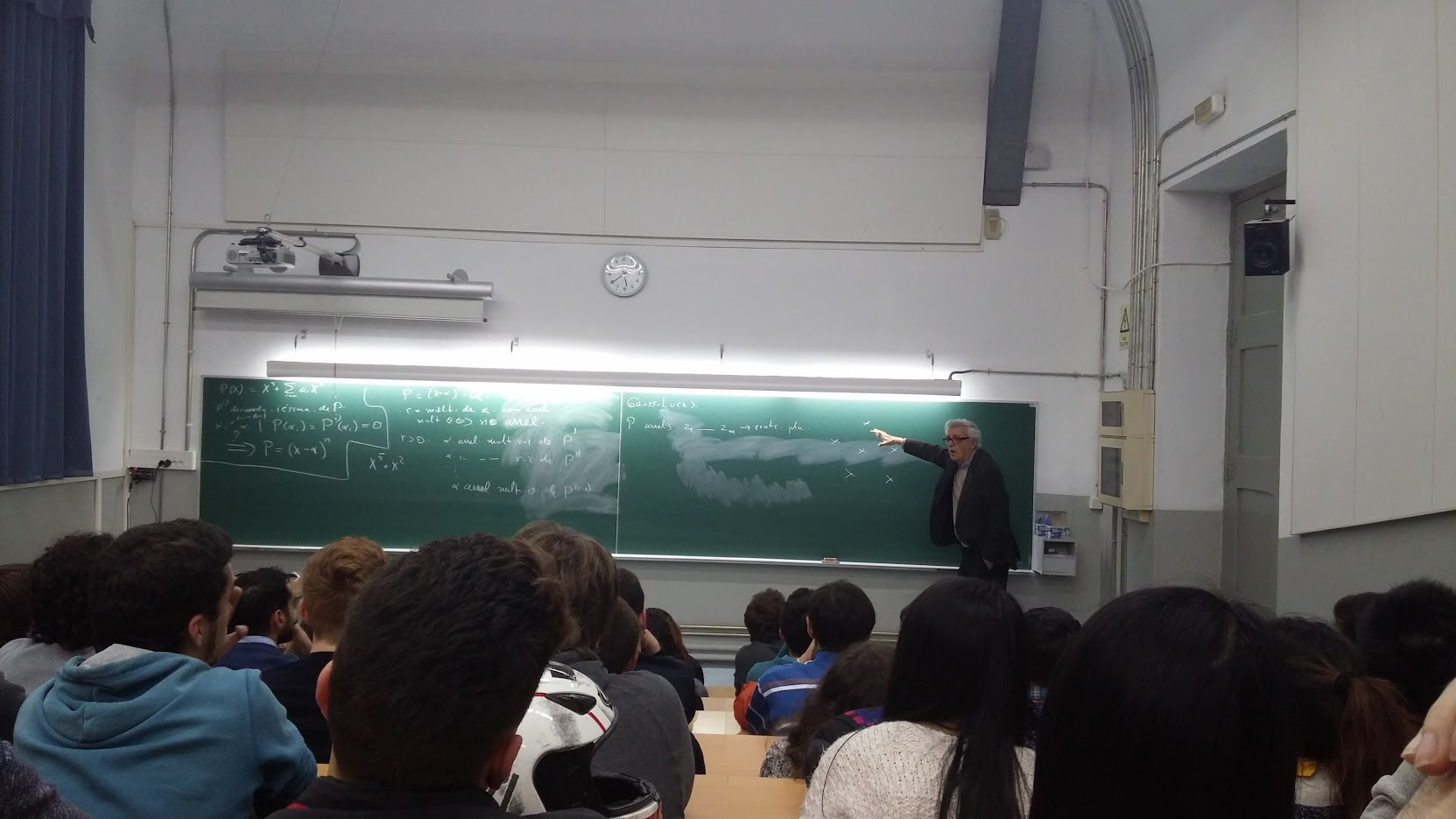
Eduardo Casas-Alvero expliquant la conjecture qui porte son nom

La conjecture de Casas-Alvero est une déclaration affirmant que tout polynôme de degré {\displaystyle d>1} ayant un zéro commun avec toutes ses dérivées est de la forme {\displaystyle c(X-a)^{d}}. Cette conjecture a été énoncée par le mathématicien espagnol Eduardo Casas-Alvero en 2001.

## Énoncé
La conjecture s'énonce de la manière suivante : 

« Soit {\displaystyle f{(x)}} un polynôme à coefficients complexes, disons de degré {\displaystyle d\geq {2}}, et supposons que chacune de ses dérivées {\displaystyle f^{(1)}{(x)}}, {\displaystyle f^{(2)}{(x)}}, …, {\displaystyle f^{(d-1)}{(x)}} admette un zéro commun avec {\displaystyle f(x)}. Alors {\displaystyle f(x)=c(x-a)^{d}} pour des nombres {\displaystyle (a,c)\in {C}}. »

## Résolution
En 2007, les mathématiciens Hans-Christian Graf von Bothmer, Olivier Labs, Josef Schicho et Christiaan van de Woestijne démontrent que la conjecture est vraie si {\displaystyle d=p^{k}} ou {\displaystyle d=2p^{k}}. Où  {\displaystyle p} est un nombre premier et {\displaystyle k} est un entier naturel non nul.
Mustapha Chellali et Alain Salinier prouvent que la conjecture est vraie si {\displaystyle d=5p^{e}} où {\displaystyle e} est un nombre entier et {\displaystyle p} est un nombre premier différent de 2, 3, 7, 11, 131, 193, 599, 3541 et 8009. Ils publient leurs travaux sur HAL, une plateforme en ligne développée par le Centre pour la communication scientifique directe.
En 2018, le mathématicien argentin César Massri affirme avoir démontré la conjecture de Casas-Alvero dans son article The Casas-Alvero Conjecture is true. Toutefois, sa preuve possède une erreur qui n'a pas été résolue.